# Mexikói út (Metró Budapest)
Mexikói út ist eine 1973 eröffnete Endstation der Linie 1 (Földalatti) der Metró Budapest und liegt im XIV. Budapester Bezirk.

## Galerie

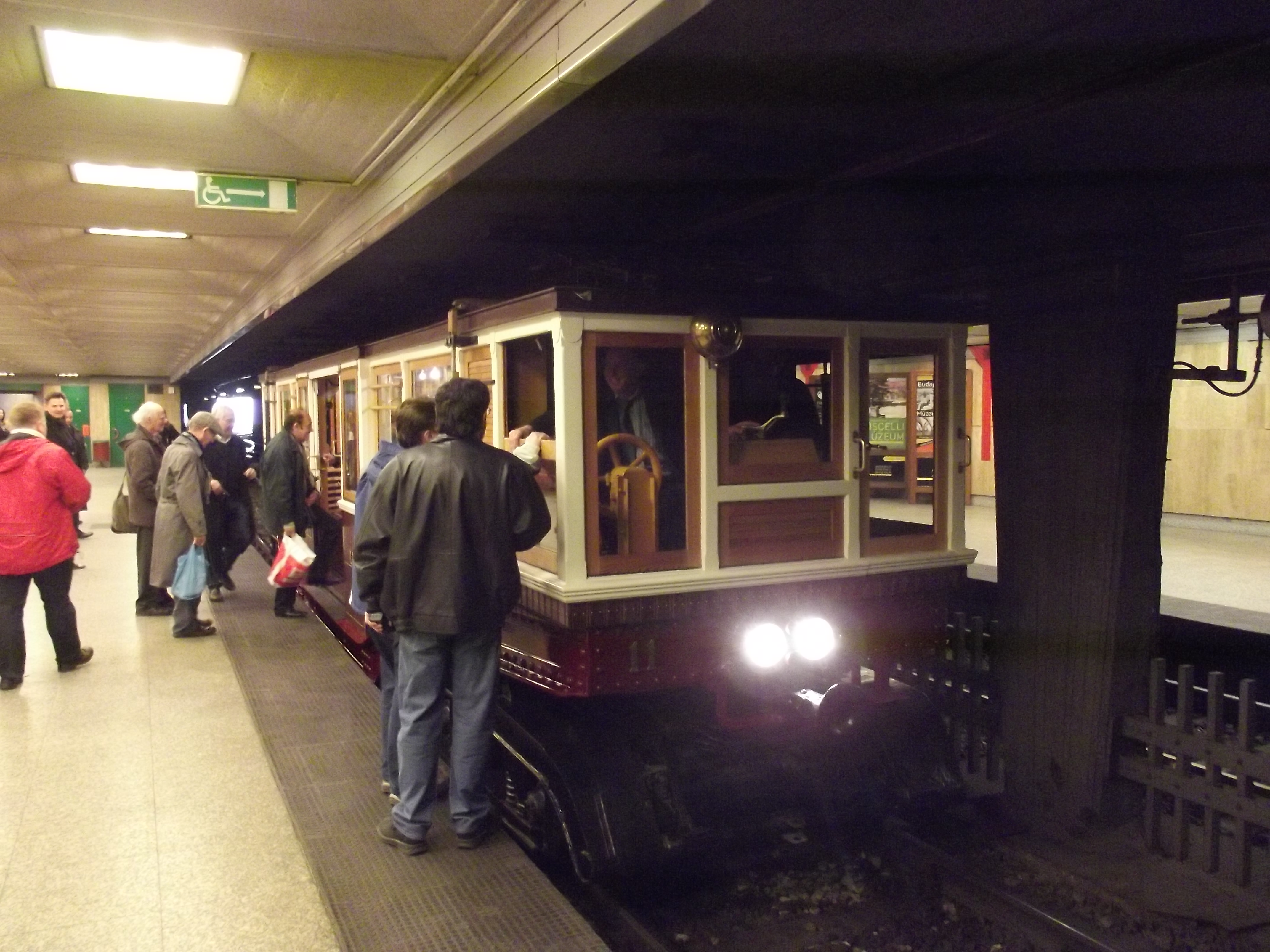
Historischer Zug
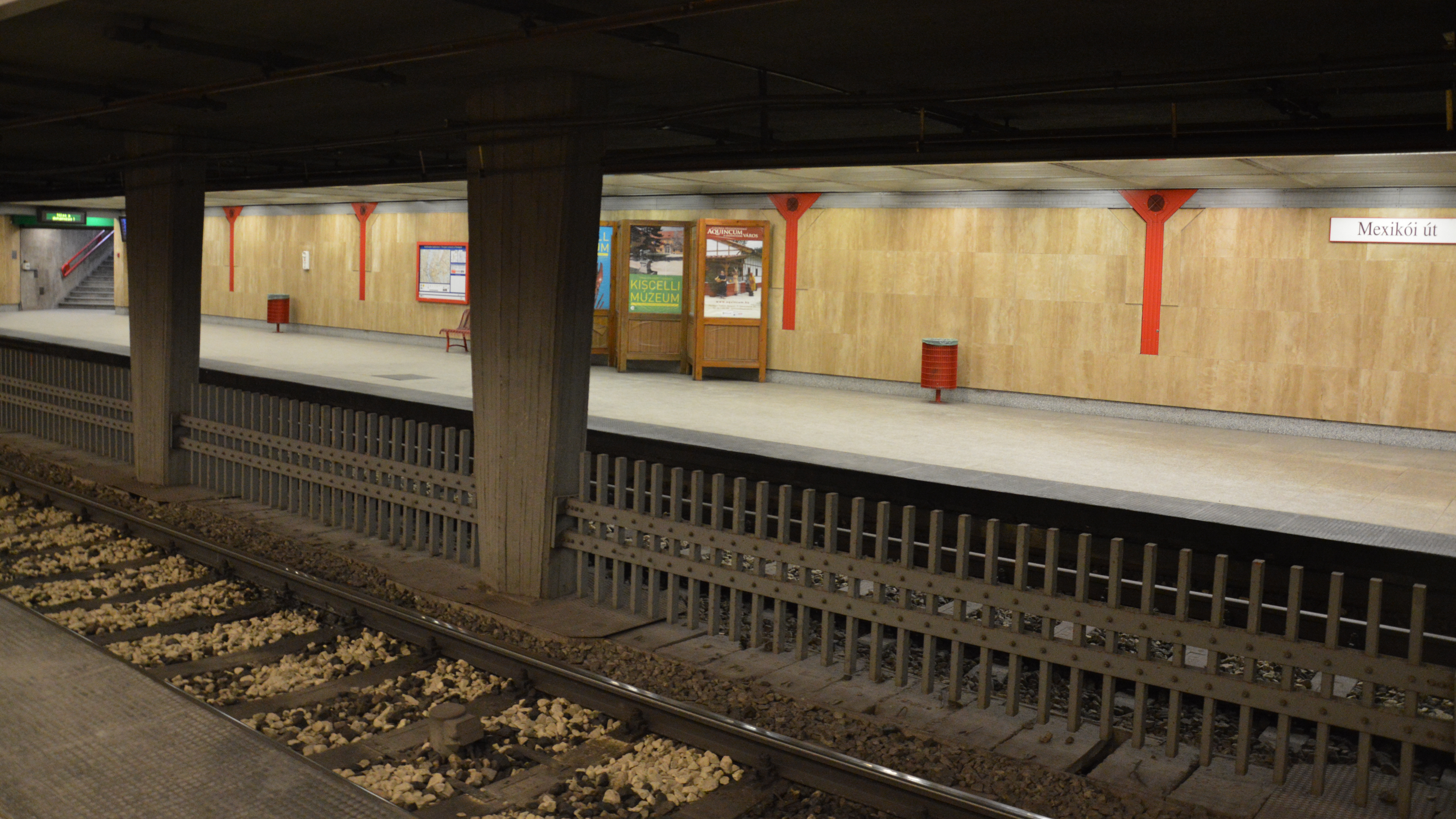
Gegenüberliegender Bahnsteig
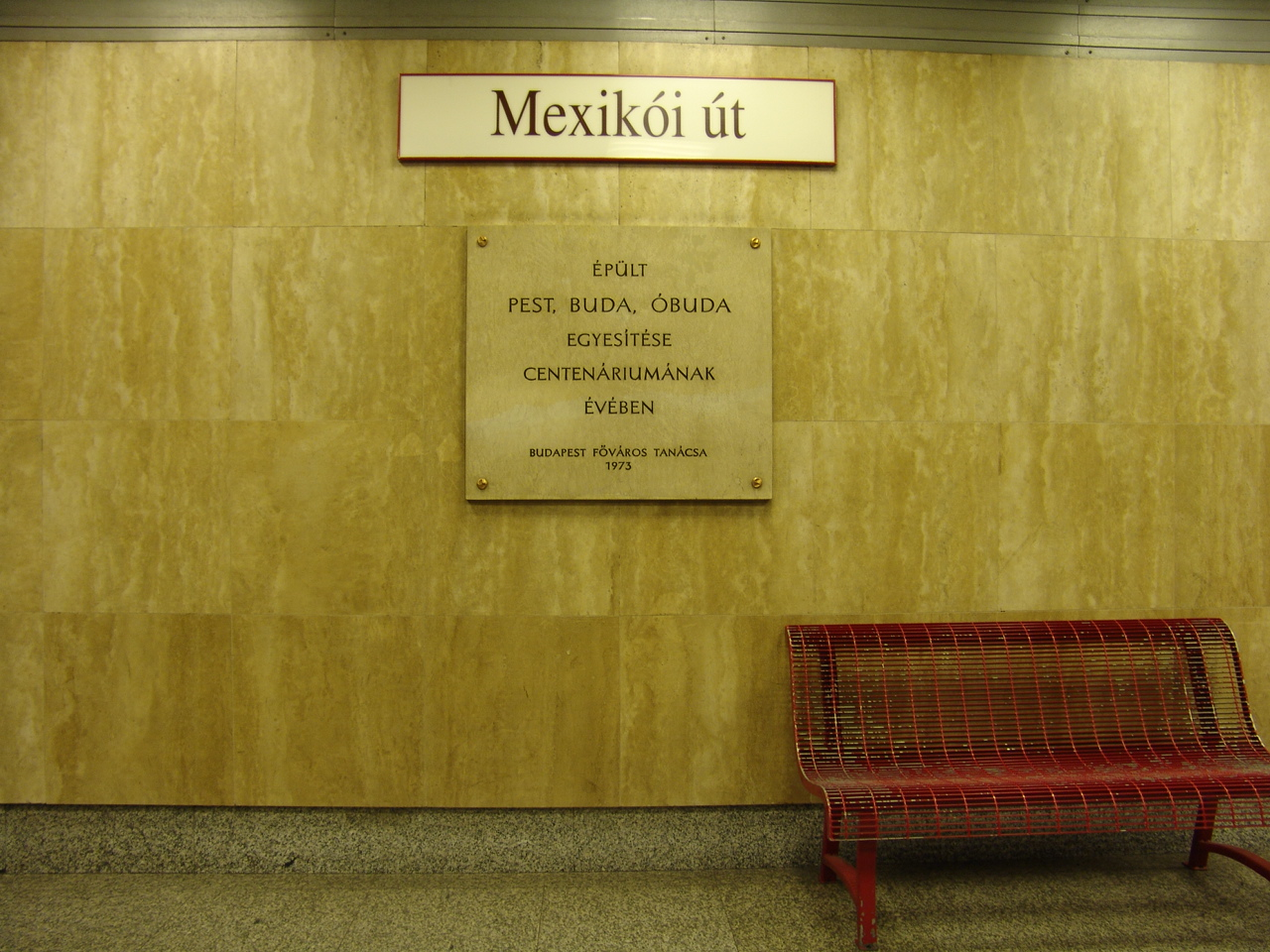
Gedenktafel zur Erinnerung an die Zusammenlegung von Buda, Óbuda und Pest zu Budapest 1873

## Verbindungen
- Bus: 25, 32, 225
- Tram: 1, 1M, 3, 69
- Trolleybus: 74, 74A, 82
- Volán Regionalbus: 396, 397, 398, 399, 402, 412, 414, 422, 424, 432, 434, 435, 436, 437, 438, 439, 442
- Volán Fernverkehrsbus: 1020, 1021, 1024, 1031, 1032, 1034, 1037, 1039, 1040, 1045, 1046, 1049, 1050, 1051, 1052, 1054, 1057, 1061, 1063, 1067, 1068, 1069, 1076